# Silent Civilian
Silent Civilian is een Amerikaanse metalcore-band uit Los Angeles (Californië). Oprichter van de band is Johnny Santos, voormalig zanger van Spineshank.